# 1954 en fantasy
| Années de la fantasy : 1951 - 1952 - 1953 - 1954 - 1955 - 1956 - 1957    |
| Décennies de la fantasy : 1920 - 1930 - 1940 - 1950 - 1960 - 1970 - 1980 |

L'année 1954 a été marquée, en matière de fantasy, par les événements suivants.

## Naissances et décès

### Naissances
- 1er septembre : David Wingrove, écrivain britannique.

## Romans - Recueils de nouvelles ou anthologies - Nouvelles
- La Communauté de l'anneau, roman de J. R. R. Tolkien, premier volume du Seigneur des anneaux
- Les Deux Tours, roman de J. R. R. Tolkien, deuxième volume du Seigneur des anneaux